# Вилла Некки Кампильо
Вилла Некки Кампильо (итал. Villa Necchi Campiglio) — историческая резиденция — дом-музей в городе Милан в Италии. Основан в мае 2008 года. Расположен на улице Моцарта в здании, построенном в 1932—1935 годах итальянского рационализма по проекту Пьеро Порталуппи; автор интерьеров — архитектор Томазо Буцци. Входит в музейный комплекс Дома-музеи Милана.
Главное здание виллы окружено большим садом с теннисным кортом и бассейном — вторым в истории города (после муниципального) и первым на частной земле. Виллой владела семья предпринимателей Некки Кампильо, у которых в разное время гостили художник и сценограф Генрих Гессен-Кассельский, принцесса Мария Габриэлла Савойская. В 2001 году новым владельцем виллы стал Итальянский экологический фонд.

## История
Земля, на которой расположена вилла, в конце XIX века была занята частными садами и огородами. Застройка территории началась с возведения Института слепых в 1890—1892 годах и продо́лжилась с открытием новых улиц Моцарта, Сербеллони и Бароцци после соглашения от 1907 года между муниципалитетом Милана и графиней Антоньеттой Сола-Буска, владелицей сада и дворца Сербеллони. Территория вокруг улицы Моцарта (которая пересекает сад) начала застраиваться с 1926 года на основе плана территориального деления, составленного архитектором Альдо Андреани.
Тихий район с садами, недалеко от центра города, показался привлекательным для Анджело Кампильо и сестёр Некки, происходивших из Павии, когда те решили построить дом в Милане. Земля была куплена примерно в 1930 году. Проект нового дома был заказан архитектору Пьеро Порталуппи. Строительство велось между 1932 и 1935 годами компанией «Гадола». Вилла была задумана, как элегантная и комфортабельная резиденция, современная по стилю и техническому оборудованию (о чем свидетельствует наличие грузового и кухонного лифтов, домофонов и телефонов, бассейна с подогревом). С 1938 года и в течение примерно двадцати лет, по заказу семьи Некки-Кампильо, архитектор Томазо Буцци трудился над интерьерами виллы. Некоторые комнаты были отделаны им в стиле, вдохновленном искусством XVIII века.
Во время Второй мировой войны семья эвакуировалась на виллу Барассо в Варесе, а виллу в Милане занял фашист Алессандро Паволини. После падения республики Сало на ней жили британцы из оккупационного корпуса, и здесь же находилась резиденция консула Нидерландов. Через несколько лет семье удалось вернуть своё имущество. Анджело Кампильо умер в 1984 году; сёстры Недда и Джиджина умерли в 1993 и 2001 годах соответственно. Не имея детей, они завещали виллу Итальянскому экологическому фонду. На вилле были проведены реставрационные работы под руководством архитектора Пьеро Кастеллини, которые длились три года и потребовали около шести миллионов евро. По окончании ремонтных работ вилла была открыта для посещения в мае 2008 года.
В 2009 году на вилле снимался фильм Луки Гуаданьино «Я — это любовь». В фильме, рассказывающем вымышленную историю, богатая миланская семья Рекки живет в доме, название которого, очевидно, было вдохновлено именами первоначальных владельцев виллы. Некки и Кампильо были представителями культурного ломбардского промышленного высшего класса. Сёстры Джиджина (1901—2001) и Недда Некки (1900—1993) и Анджело Кампильо (1891—1984), муж Джиджины, были успешными предпринимателями в период с 1920-х до конца 1960-х годов в сфере производства эмалированного чугуна и швейных машин.